# Пинан
Это статья о ката. О периоде в истории Японии смотрите статью Период Хэйан.
Пина́н (Хейа́н) (яп. 平安) — серия ката, изучающихся в большинстве школ каратэ. Ката созданы окинавским мастером Анко Итосу для обучения детей путём упрощения более сложных китайских форм.
Существует пять ката Пинан:
- Пинан Сёдан
- Пинан Нидан
- Пинан Сандан
- Пинан Йодан
- Пинан Годан

Каждое это слово означает первый уровень, второй уровень и т. д.

## История
Окинавский мастер каратэ Анко Итосу создал ката серии Пинан на основе основных связок Канку и Бассай. Название «Пинан» означает «Умиротворение и покой».
Существует ещё одна версия происхождения ката Пинан: предположительно, ката под именем «Чан-Нань» (Chaing-Nan), Итосу изучил у китайского мастера боевых искусств, который жил неподалёку от города Томари. Именно это ката легло в основу серии Пинан. Итосу реконструировал и упростил Чан-Нань, превратив его в серию из пяти ката Пинан. Кроме того, он дополнил Пинан некоторыми приёмами из других ката, практиковавшихся тогда в Сюри. Также говорят, что именно Итосу переименовал Чан-Нань в Пинан, поскольку считал, что китайское название является труднопроизносимым для окинавцев.
Основатель Сётокан и патриарх японского каратэ Гитин Фунакоси изменил окинавское произношение «Пинан» на японское «Хэйан». Новое название совпало с названием славного периода японской истории. Под названием Хейан эти пять ката стали базовыми комплексами ряда стилей современного каратэ, в частности Сётокан.
Итосу был одним из главным учителей Фунакоси, однако нет достоверных фактов, что Фунакоси изучил Пинан непосредственно у Итосу, поскольку Фунакоси перестал учиться у Итосу прежде, чем тот создал ката Пинан. Есть некоторые свидетельства того, что Фунакоси изучил Пинан у Кэнвы Мабуни в 1919 года, то есть через 4 года после смерти Итосу.
Главной целью жизни Итосу было массовое распространение окинава-тэ, поэтому пять ката Пинан он рассматривал как пять первых шагов или пять последовательных этапов в изучении молодым поколением боевого искусства.
Из четырёх главных современных стилей каратэ — Сётокан, Вадо-рю, Годзю-рю и Сито-рю, только Годзю-рю не практикует ката Пинан. Причина этого видна из генеалогического древа Годзю-рю: основатель этого стиля — Тёдзюн Мияги — не учился у Итосу и, соответственно, не знал эти ката.
Основатель Вадо-рю японец Хиронори Оцука, обучавшийся каратэ у Фунакоси вернул первоначальная название Пинан.

## Варианты
В разных стилях каратэ ката Пинан выполняются по-разному, однако общая схема остаётся неизменной. Различия в исполнении Пинан являются логическим результатом действий, осознанно осуществленных основателями каждого стиля.
Ката Пинан часто являются первыми ката, которые преподаются новичкам в додзё. Это приводит к мнению у некоторых, что ката Пинан — это исключительно вводные формы, которыми должны заниматься исключительно дети и младшие ученики, что приемы, содержащиеся в ката Пинан неэффективны. Однако, это близорукий взгляд. Ката Пинан в действительности представляют собой последовательную систему изучения методов боя. В качестве аргумента, рассмотрим некоторые методы и принципы Пинан подробнее.
Все пять ката Пинан начинаются с блока вместо атаки. Одна из наиважнейших целей каратэ, закончить бой, как можно быстрей, чтобы он не превратился в затяжное противостояние. Поэтому, важно понимать и знать общие принципы, а также соответствующие приемы защиты на самых первых этапах развёртывания боя. Именно из этой идеи исходил мастер Итосу создавая ката Пинан.
После овладения навыками и методами Пинан, то есть — пресечения конфликтов в начальной их фазе, можно, наконец, переходить к последующим углубленным и специфическим приёмам ведения боя. Ката Пинан, таким образом, являются основой, базисом, азбучной грамотой, для того, чтобы опираясь на неё идти дальше.
Проанализировав все пять ката Пинан, можно увидеть их логику:
- Пинан Сёдан («1-й уровень») содержит элементарные и незамысловатые приемы контакта конечностями, свойственные начальной фазе обучения.
- Пинан Нидан («2-й уровень») имеет уже несколько более сложные приемы, которые включают противодействия захватам.
- Пинан Сандан («3-й уровень») содержит ещё более сложные техники, в нем уже содержатся броски, подсечки, замковые захваты и прочие методы боя, которые могут использоваться, если вы и соперник захватили друг друга (clinch). Поэтому, можно сказать, что даже первые три ката Пинан уже содержат достаточно приёмов, чтобы уметь создать достаточное сопротивление.
- В дополнение к главной серии Пинан 1-3, Пинан Йондан и Пинан Годан (соответственно «4-й» и «5-й уровень») являются подсерией в Пинан, предназначенной для относительно более сложных случаев, возникающих в бою. При этом, задачи этих ката не должны автоматически ассоциироваться с задачами боя, решению которых, посвящены специальные продвинутые ката. И Йондан, и Годан основываются на методах и понятиях, введенных в первых трёх формах. В общем и целом, Йондан вводит несколько более развернутые идеи и приемы, включая, как эти приемы могут использоваться в комбинации. Годан развивает эти идеи ещё дальше, что выражается в ещё более длинных комбинациях и переходах.